# Небаба, Мартын
Марты́н Неба́ба (конец XVI века — 16 июля 1651) — черниговский полковник, сподвижник Богдана Хмельницкого.
Один из самых авторитетных организаторов национально-освободительной войны на Северщине в 1648—1651 годах.

## История
Мещанин из города Коростышева. Определённое время находился на Запорожской Сечи. В 1648 году назначен полковником Борзнянского полка (Борзенского), в 1649 году — Черниговского. Участник Битвы под Пилявцами. Летом 1649 года командовал запорожскими войсками в Белоруссии. Летом 1651 года неудачно пытался взять Гомель. Захват Гомеля повстанцами давал им возможность постоянно угрожать восточному флангу войск Великого княжества Литовского и Русского, получать помощь от Русского государства, перерезать водные пути противника. Сохранились два письма Небабы и наказного черниговского полковника Петра Забелы к гомельскому подстаросте, в которых они категорически отрицали факты разбоя казаков и, в свою очередь, указывали на вооружённые провокации со стороны литовско-шляхетского войска, убийство православного священника под Стародубом, активизацию шпионов. Обвинение казацких полковников подтвердил Радзивилл. Получив письмо Небабы, пересланное ему через надворного литовского хорунжего, князь 21 марта 1651 года предлагал переславшему послание из Бобруйска пока не предпринимать широкомасштабных действий, а захватывать «языков» из числа казаков

Не только не запрещаю, а прошу : берите хоть самого Небабу…— Украинский исторический журнал. 2001. № 1
Погиб Небаба в битве под Лоевом: лишившись коня, он побежал, но был настигнут поляками и убит вместе со своим братом.

## Семья
После Небабы осталось два сына, потомство которых существовало на начало XX столетия.